# ワーロック (1989年の映画)
『ワーロック』（原題：Warlock）は、1989年制作のアメリカ合衆国のホラー・ファンタジー映画。タイトルの意味は「魔法使い」。

## あらすじ
1691年、ボストン。悪魔と契約を交わし人々を魔法で惑わしたかどで捕まったワーロックは死刑を宣告され、処刑を待っていた。
だが、ワーロックは悪魔の力を借りて脱獄、約300年後の1988年へと飛ばされた。彼の目的は、3つに分散した世界を滅亡に導く悪魔の聖典グラン・グリモワールを手に入れることであった。ワーロックを捕縛した悪魔狩り人のジャイルズ・レッドファーンはそれを阻止するべく、彼を追って現代にやってきた。
一方、ワーロックは自分を助けた家の主人チャスを殺害、レッドファーンにその罪を着せる。ワーロックの邪悪な力に気づいたチャスの妻カサンドラはレッドファーンを保釈させ、彼と共にワーロックを追うが、彼女はワーロックから1日に20歳ずつ年をとる魔法をかけられていた。
ワーロックが3つのグラン・グリモワールのうち、既に2つを手に入れたことを知った2人は3つ目の隠された場所である墓地へと向かう。墓地は神聖な場所であるため、ワーロックは入れないのだが、墓地が移転されることを知って、先回りしてグラン・グリモワールを見つけようとしていた。
3つ目のグラン・グリモワールを見つけた2人の前にワーロックが現れ、ついに最後の闘いが始まる。

## キャスト
- ワーロック：ジュリアン・サンズ
- カサンドラ：ロリ・シンガー
- ジャイルズ・レッドファーン：リチャード・E・グラント
- メアリー・ウォロノフ
- チャス：ケヴィン・オブライエン

## 日本語版スタッフ
- 日本語字幕：木原たけし[3]

## 続編
- ザ・ハルマゲドン/ワーロック リターンズ（1993年）
- ワーロック/ジ・エンド・オブ・ミレニアム（1999年） ※ワーロック役はサンズからブルース・ペインに交代。